# 飞向太空2002
《索拉力星》（英語：Solaris）是一部2002年美國科幻劇情片，由史蒂文·索德伯格自編自導，原著為史坦尼斯瓦夫·萊姆的1961年小說。本片由佐治·古尼與娜塔莎·麥克洪主演，劇情講述一名太空人單獨前往索拉力星的太空站調查不明事件，發現太空站氣氛詭異，而且妻子突然出現在自己的面前。
翻拍版權最初由詹姆斯·卡麥隆的公司光影風暴娛樂取得，索德伯格毛遂自薦，爭取到編劇和執導演筒的機會。本片於2002年5月開拍，太空船的場景於攝影棚內搭景拍攝。本片在美國上映後票房和觀眾口碑皆不佳，影評人給出的評價有褒有貶，不過大多認為本片耐人尋味。本片入圍第53屆柏林影展正式競賽。

## 劇情大綱
凱文收到友人吉柏瑞恩自索拉力星傳來的緊急訊息，故前往對方所在的太空船艦「普羅米修斯號」，幫忙解決艦上的問題。到了船艦上後，凱文發現吉柏瑞恩已經自殺，且大廳處處是血跡。剩下兩名船員之一的史諾認為凱文無法理解發生的事，而什麼都沒有告訴他，另一名船員高登顯得焦慮。凱文還在艦上看到吉柏瑞恩的兒子，但他不該出現在這裡。
當天晚上，凱文睡著後夢見與愛人芮雅的回憶。醒來後，凱文驚覺芮雅就在身邊，因為太過驚恐而將其關入逃生艙並送入太空。隔天凱文與史諾談話後得知，他看到的芮雅是根據他的回憶產生的外星複製體，其他船員也有相同情形，這些複製體被稱為「訪客」。這段對話也揭露芮雅其實已經死了。隔天夜晚，訪客芮雅再次出現，沒有被送入太空的記憶。凱文和訪客芮雅互動後得知，訪客有感情且會思考，記得本尊生前發生的事，但沒有確實經歷過的感覺。
凱文和芮雅的過去隨著夢境逐漸揭露，兩人本來相愛甚深，卻因為芮雅沒將懷孕的事情告訴凱文就墮胎，導致關係產生裂痕。某天凱文怒而離去後，芮雅服藥自殺，令他深感愧疚。
高登決定要返回地球，主張必須先用特殊儀器來消滅索拉力星製造的訪客芮雅，但凱文不願再失去芮雅。高登將凱文在第一天做的事情告訴訪客芮雅，使訪客芮雅變得歇斯底里，嘗試飲用液態氮自殺。然而本該死去的訪客芮雅卻因為是索拉力星的產物而復活。最後訪客芮雅主動請高登協助，將自己消滅，並且沒有再出現。
之後，高登和凱文發現他們身邊的史諾其實是訪客，真正的史諾在攻擊訪客史諾時反而被殺。他們將訪客史諾綁在艦上，準備啟動逃生艙返回地球。之後的場景顯示凱文回到了地球，然而接下來的片段又表明凱文並沒有選擇登上逃生艙。凱文站在公寓裡，看見了芮雅，懷疑自己現在的狀態是生是死。芮雅告訴他不必再以生死定義，兩人的一切都已被原諒。最後一幕中，兩人深深相擁。

## 演員
- 佐治·古尼飾演克里斯·凱文博士（Dr. Chris Kelvin）：太空人[4]。

本片是克隆尼第三次與索德柏合作，前兩次分別是《戰略高手》和《瞞天過海》。索德柏最初心目中的演員人選是丹尼爾·戴-劉易斯，但劉易斯當時在拍攝《纽约黑帮》。索德柏沒有考慮克隆尼，但也有將劇本寄給他，一個月後，克隆尼寫信請求讓他來演。克隆尼認為飾演這個角色是一次新的嘗試。
- 娜塔莎·麥克洪飾演芮雅（Rheya）：凱文的妻子[4]。

索德柏因為想起麥克洪在《狂愛走一回》的演出而選上她，認為她有「聰明、性感、複雜」的特質。電影中的芮雅有自我毀滅的傾向，麥克洪在受訪時表示，她在扮演角色時心率較高，而且非常緊張。
- 傑瑞米·戴維斯（英语：Jeremy Davies）飾演史諾（Snow）：普羅米修斯號上的男性船員[4]。

索德柏在看過戴維斯飾演查尔斯·曼森的試鏡帶之後選上了他。
- 维奥拉·戴维斯飾演高登博士（Dr. Gordon）：普羅米修斯號上的女性船員[4]。

本片是戴维斯繼《戰略高手》和《天人交戰》後第三次與索德柏合作。原劇本中的高登是男性，索德柏在想到要將某個角色改成女性時，馬上就想起了维奥拉，因為她「氣場強大」。
- 乌尔里奇·图库尔飾演吉柏瑞恩（Gibarian）：普羅米修斯號上的船員，凱文的友人[4]。

索德柏打算找一名在美國知名度不高的演員來飾演該角，後來乌尔里奇將一支獨白的影片寄給索德柏，索德柏看過後受到吸引，於是選上了他。
- 趙約翰飾演DBA使者#1：奉命傳訊給凱文。

## 製作

### 發展

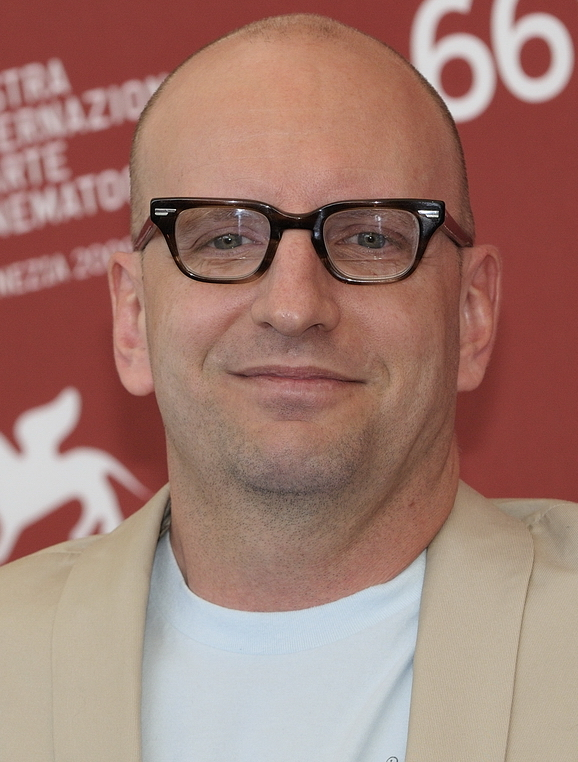
史蒂文·索德伯格

是由波蘭作家史坦尼斯瓦夫·萊姆創作的1961年小說，俄羅斯導演安德烈·塔尔科夫斯基將其改編成同名1972年電影。1998年9月底，有報導稱二十世紀福斯正代表詹姆斯·卡麥隆的公司光影風暴娛樂，協商購買1972年電影版和原著小說的翻拍版權。他們與莫斯科电影制片厂協商約5年，最後光影風暴娛樂取得了小說改編版權。卡麥隆將會擔任監製，但預期不會導演。史蒂芬·索德柏在16歲時看了1972年電影版，並且為之著迷。1999年秋天，一名友人問索德柏對科幻電影有沒有興趣，而索德柏便提到了1972年版的《索拉力星》。數個月後，友人回電稱卡麥隆有意願將導演位置讓給他，索德柏於是向卡麥隆等人接洽。
索德柏與卡麥隆會面及交流想法，兩人共同認為本片是心靈層面的故事，和一般好萊塢科幻電影並不相同。索德柏提出條件，他不打算先簽約，而是要以待售劇本的形式來寫劇本。2000年9月，據《好萊塢報導》，索德柏有意導演1972年電影版的英文翻拍版，正在與卡麥隆談判當中。報導也表示翻拍版將由將由光影風暴娛樂製作，東家是二十世紀福斯。2001年2月，索德柏在訪談中透露他正在寫劇本。索德柏稱他寫劇本時利用了1972年電影版和原著小說的內容，並加入自己的想法。劇本與1972年電影版和原著小說最大的差別在於，索德柏詳細描述了主角夫婦的往事，他認為若要談到關係重演，就得先知道以前發生過什麼事。索德柏覺得如果本片拍得好的話，會像《2001太空漫遊》加上《巴黎最後探戈》的結合體。本片是索德柏首次涉足科幻片，索德柏個人則稱本片是愛情電影。索德柏表示，他沒有興趣製作關於未來科技的電影，而本片之所以吸引他，就是因為這則故事和未來科技扯不著關係。
2001年10月29日，《綜藝》報導，索德柏將執導演筒，福斯可能會擔任美國以外地區的發行商，而美國國內可能由USA Films負責。11月19日，消息稱喬治·克隆尼正在洽談擔任主演的事宜，電影預計於隔年4月開拍。克隆尼和索德柏都還沒有簽下任何合約，索德柏也有可能不直接擔任導演，而是透過公司來私下參與。兩人先前一同成立的Section Eight Productions並不會擔任製作商。2002年1月9日，據報導，福斯將負責美國以外地區的發行業務。2月，福斯將本片的上映日期定於該年12月13日。3月，娜塔莎·麥克洪與傑瑞米·戴維斯加入演員陣容，電影預計於4月29日開拍。7月28日，本片的上映日期提前至11月27日（感恩節檔期），一部分原因是拍攝成功如期結束。

### 拍攝與特效
本片的主體拍攝於2002年5月5日星期日開始，地點位在洛杉磯市中心。拍了一星期的外景後，劇組移師到華納兄弟片場，在19號和20號摄影棚搭景拍片。本片的太空站布景為150英尺（46）×200英尺（61），高兩層樓。索德柏和劇組成員不希望本片感覺像是在很遙遠的未來，為了追求寫實感，索德柏和美術指導菲利浦·梅希納（Phil Messina）在設計布景的內外時參考了國際太空站。布景所需的物件無法直接買到，必須由劇組自行製作。布景製作期間一度同時有約175人在布景區工作。凱文在列車上的場景是在摄影棚拍攝，劇組實際做了一節車廂，而窗外景色是以藍幕後製而成。凱文和芮雅的親熱戲在一個對外封閉的布景裡拍攝，現場只有兩名演員和手持攝影機的導演索德柏。索德柏也擔任本片的攝影指導和剪輯師，但他堅持他的名字在製作人員名單只能出現一次，所以他分別使用了假名：彼得·安德魯斯（Peter Andrews）和瑪莉·安·伯納德（Mary Ann Bernard）。
全片共有超過100個數位特效鏡頭。索拉力星出現在37個鏡頭當中，星球的樣貌不斷變化，反映角色的心情。光影風暴娛樂僱用罗伯特·斯托姆伯格來與梅希納一同發想該星球的設計，節奏特效工作室和藝術家理察·貝利（Richard "Doc" Baily）再一同打造該星球的構成元素。對於索拉力星上的大氣特效，貝利使用自家研發的粒子系统「胞子」（Spore）來製作超高密度的畫面，每一幀有十億多個粒子。Cinesite為雅典娜號和普羅米修斯號進行3D建模，這兩者出現在20個鏡頭中。劇組並沒有實際打造太空船的所有細節，而是在後期製作中加入用Studio Paint、Photoshop和Deep Paint製作的材質貼圖。光線方面，劇組使用PhotoRealistic RenderMan來營造太空中的光線，Cinesite成員觀賞《2001太空漫遊》和《終極太空站》當作參考。Cinesite還製作了芮雅奇蹟自癒的特效橋段，並負責在最後階段整合電影中的所有特效。Cinesite負責的特效部分在2002年11月收尾。

### 音樂
本片的配樂由索德柏的長期合作夥伴克里夫·馬丁內茲操刀。電影原聲帶於2002年12月10日由艾德爾唱片發行。
| 曲目列表 | 曲目列表 | 曲目列表 |
| 曲序     | 曲目     | 时长     |
| -------- | -------- | -------- |
| 1.       |          | 2:48     |
| 2.       |          | 2:52     |
| 3.       |          | 1:44     |
| 4.       |          | 5:00     |
| 5.       |          | 2:09     |
| 6.       |          | 3:50     |
| 7.       |          | 3:34     |
| 8.       |          | 10:51    |
| 9.       |          | 3:10     |
| 10.      |          | 4:33     |
| 11.      |          | 2:59     |
| 总时长： | 总时长： | 43:30    |

## 上映
2002年8月，本片的一個片段於聖地牙哥國際動漫展播出。11月19日，本片的首映禮在好萊塢運動俱樂部舉辦，導演索德柏、主演克隆尼等人皆有出席，另有許多嘉賓。11月27日，本片於全美劇院上映。電影分級方面，本片原本被美國電影協會（MPAA）分為R級，理據為性內容和裸露畫面，索德柏與福斯高層吉姆·賈諾普洛斯為此於2002年11月13日向MPAA提出申訴，最終本片在沒有任何刪減的情況下被重評為PG-13級。

## 反響

### 評價
本片獲得多數影評人的讚美。影評匯總網站爛番茄收集210份評論文章，其中有139份給出了「新鮮」的正面評價，「新鮮度」為66%，平均得分6.60（最高10分），該網站的共識評價寫道：「《索拉力星》節奏緩慢、理智而且曖昧，並不是一部適合所有人的電影，但該片有著耐人尋味的問題引人思考。」另一網站Metacritic上收集的42篇評論中則有25篇好評，2篇差評，11篇褒貶不一，綜合評分65（最高100），屬好評居多。
《芝加哥太陽報》的罗杰·埃伯特給予本片3.5顆星（滿分4顆）的好評，稱塔尔科夫斯基導演的1972年電影版很迷人，而本片就像是從塔尔科夫斯基的莊嚴風格解放出的同一個故事，更加簡明易懂，同時也傾注全力於主題概念，並無妥協。《滾石雜誌》的彼得·崔維斯打出3.5顆星（滿分4顆），指出索德柏不疾不徐地掌握了原著中關於幻覺和現實的想法，並表示：「《索拉力星》是燒腦的極致，它的魔咒在回家路上都一直揮之不去。」
《旧金山纪事报》的影評人米克·拉薩爾（Mick LaSalle）給予本片差評，他在技術層面上稱讚本片，但表示：「《索拉力星》稱不上一部自發的真心之作，更像是面無表情地朝藝術之重要性捅了一刀。」《娱乐周刊》的歐文·格雷伯曼（Owen Gleiberman）打出「C」，認為索德柏意在透過本片來炫耀他的潮流聲望，並批評電影的心理描寫粗略抽象，無法引發觀眾的感情。2002年12月8日，原著作者史坦尼斯瓦夫·萊姆發表了相關評論。萊姆當時還沒看過本片，僅是透過影評大致了解電影內容，他提到《紐約時報》稱該片為「愛情故事」，指出他筆下的原著小說著重於外星生命，絕非男女情愛。

### 票房
《索拉力星》被視為福斯當時預定推出的票房支柱之一，於2002年的感恩節檔期在美國上映，同期上映的主要競爭對手為《星銀島》和《驚奇八夜》。發行商分析，這三部電影的觀眾群不同，重疊的影響比較小。本片在首映當周共有2,406家電影院放映，星期三至星期日的五天票房共計950萬美元，排名第七。福斯發行部門的布魯斯·史奈德（Bruce Snyder）承認對票房感到失望，指出：「本片評價良好，只是觀眾可能不想在這個節日假期看這種電影，他們遲早還是會買票。」根據CinemaScore在剛上映時所進行的調查，觀眾的平均評價於A+至F間落於最差的「F」，在影史上相當罕見。隔週末，本片的票房為230萬美元，較首週暴跌66%，被擠出票房前十。
根據Box Office Mojo統計，本片的全球總票房為3000萬美元，其中北美收入占1497萬，其他地區占1502萬，不及預算的4700萬美元。

### 獎項
註：按頒獎日期排序。
| 獎名/影展名            | 頒獎日期       | 獎項           | 入圍者                     | 結果 | 來源                 |
| ---------------------- | -------------- | -------------- | -------------------------- | ---- | -------------------- |
| 华盛顿特区影评人协会獎 | 2002年12月30日 | 最大失望       | 《索拉力星》               | 獲獎 | [ 55 ] [ 56 ] [ 57 ] |
| 愛爾蘭影劇獎           | 2003年         | 最佳電影女主角 | 娜塔莎·麥克洪              | 提名 | [ 58 ]               |
| 卫星奖                 | 2003年1月12日  | 最佳音效       | 賴瑞·布萊克（Larry Blake） | 獲獎 | [ 59 ] [ 60 ] [ 61 ] |
| 卫星奖                 | 2003年1月12日  | 最佳男配角     | 傑瑞米·戴維斯              | 提名 | [ 59 ] [ 60 ] [ 61 ] |
| 柏林国际电影节         | 2003年2月      | 正式競賽       | 《索拉力星》               | 提名 | [ 62 ] [ 63 ] [ 64 ] |
| 黑膠捲獎               | 2003年3月2日   | 最佳女配角     | 维奥拉·戴维斯              | 提名 | [ 65 ]               |
| 土星獎                 | 2003年5月18日  | 最佳電影男主角 | 佐治·古尼                  | 提名 | [ 66 ] [ 67 ]        |
| 土星獎                 | 2003年5月18日  | 最佳電影女主角 | 娜塔莎·麥克洪              | 提名 | [ 66 ] [ 67 ]        |
| 土星獎                 | 2003年5月18日  | 最佳科幻電影   | 《索拉力星》               | 提名 | [ 66 ] [ 67 ]        |

## 備註
1. ↑  原文：
2. ↑  原文：
3. ↑  原文：
4. ↑  原文：
5. ↑  原文：

### 引用作品
書籍
- 中華民國電影年鑑編輯委員會 (编).  (pdf). 臺灣: 國家電影資料館. 2004  [2023-06-30]. ISBN 957-01-9854-0. （原始内容存档 (PDF)于2023-01-14） –國家電影資料館 （中文（臺灣））.
- Hanson, Matt. . Waltham: Focal Press. 2005. ISBN 0-240-80772-3 （英语）.

## 延伸閱讀
- Zafiris, Anna. . Grin. 2004  [2022-10-06]. ISBN 978-3-640-52607-9. （原始内容存档于2022-10-06） （英语）.
- McFarland, Douglas. . . Lexington: The University Press of Kentucky. 2010-12-17: 267-280. JSTOR j.ctt2jct7c.19 （英语）.
- Moses, Michael Valdez. . . Lexington: The University Press of Kentucky. 2010-12-17: 281-304. JSTOR j.ctt2jct7c.20 （英语）.
- Zanardo, Andre. . . Hove: Routledge. 2011: 49-65. ISBN 978-0-415-48897-6 （英语）.

## 外部連結
- 官方网站（页面存档备份，存于）
- 互联网电影数据库（IMDb）上《索拉力星》的资料（英文）
- 爛番茄上《索拉力星》的資料（英文）
- Box Office Mojo上《索拉力星》的資料（英文）
- 豆瓣电影上《索拉力星》的資料 （简体中文）
- Metacritic上《索拉力星》的資料（英文）
- AllMovie上《索拉力星》的资料（英文）